# Офіційний перелік регіонально рідкісних тварин Волинської області
Офіційний перелік регіонально рідкісних тварин Волинської області — список, що містить перелік видів тварин, які не занесені до Червоної книги України, але є рідкісними або такими, що перебувають під загрозою зникнення на території Волинської області.

## Історія
Перелік видів тварин, які не занесені до Червоної книги України, але є рідкісними або такими, що перебувають під загрозою зникнення на території Волинської області було прийнято рішенням Волинської обласної ради п'ятого скликання від 26 травня 2009 року № 29/30 «Про затвердження Списку регіонального рідкісних, зникаючих видів рослин, грибів і тварин, які потребують охорони у Волинській області».
Оновлений перелік тварин був встановлений наказом Міністерством захисту довкілля та природних ресурсів України від 14 вересня 2020 року № 140 «Про затвердження Переліку видів тварин, що підлягають особливій охороні на території Волинської області».

## Статистика
Перелік 2009 року містить 95 видів тварин, з них:
- Ссавців — 12 видів;
- Птахів — 15 видів;
- Рептилій — 3 види;
- Амфібій — 6 види;
- Риб — 3 види;
- Комах — 51 вид;
- Молюсків — 5 видів.

Перелік 2020 року містить 71 вид тварин, з них:
- Ссавців — 3 види;
- Птахів — 9 видів;
- Рептилій — 1 вид;
- Амфібій — 2 види;
- Риб — 4 види;
- Комах — 46 видів;
- Молюсків — 5 видів.

## Перелік

### Ссавці
| № п/п 2009 р. | № п/п 2020 р. | Українська назва виду        | Біноміальна назва виду    |
| ------------- | ------------- | ---------------------------- | ------------------------- |
|               | 69            | Білозубка мала               | Crocidura suaveolens      |
| 1             |               | Вечірниця руда               | Nyctalus noctula          |
| 2             | 70            | Вовчок горішковий (ліщинний) | Muscardinus avellanarius  |
| 3             | 71            | Вовчок лісовий               | Dryomus nitedula          |
| 4             |               | Вовчок сірий                 | Glis glis                 |
| 5             |               | Борсук звичайний             | Meles meles               |
| 6             |               | Їжак європейський            | Erinaceus europaeus       |
| 7             |               | Кажан пізній                 | Eptesicus serotinus       |
| 8             |               | Миша маленька                | Micromys minutus          |
| 9             |               | Мідиця мала                  | Sorex minutus             |
| 10            |               | Нетопир карлик               | Pipistrellus pipistrellus |
| 11            |               | Нориця сибірська             | Mycrotus oeconomus        |
| 12            |               | Олень благородний            | Cervus elaphus            |

### Птахи
| № п/п 2009 р. | № п/п 2020 р. | Українська назва виду | Біноміальна назва виду |
| ------------- | ------------- | --------------------- | ---------------------- |
| 1             |               | Баранець звичайний    | Gallinago gallinago    |
| 2             | 59            | Бджолоїдка звичайна   | Merops apiaster        |
| 3             |               | Брижач                | Philomachus pugnax     |
| 4             |               | Бугайчик              | Ixobrychus minutus     |
|               | 60            | Вівсянка садова       | Emberiza hortulana     |
| 5             |               | Деркач                | Crex crex              |
|               | 61            | Дрізд білобровий      | Turdus iliacus         |
| 6             |               | Жовна чорна           | Dryocopus martius      |
| 7             |               | Зимняк                | Buteo lagopus          |
|               | 64            | Кібчик                | Falco vespertinus      |
| 8             |               | Куріпка сіра          | Perdix perdix          |
| 9             |               | Мухоловка мала        | Ficedula parva         |
|               | 65            | Осоїд                 | Pernis apivorus        |
|               | 66            | Підсоколик малий      | Falco columbarius      |
|               | 67            | Пірникоза сірощока    | Podiceps grisegna      |
| 10            |               | Лунь лучний           | Circus pygargus        |
| 11            |               | Рибалочка             | Alcedo atthis          |
| 12            |               | Слуква                | Scolopax rusticola     |
|               | 62            | Сорокопуд чорнолобий  | Lanius minor           |
| 13            | 68            | Чапля руда            | Ardea purpurea         |
| 14            |               | Шишкар ялиновий       | Loxia curvirostra      |
| 15            |               | Шуліка чорний         | Milvus migrans         |
|               | 63            | Щеврик польовий       | Anthus campestris      |

### Рептилії
| № п/п 2009 р. | № п/п 2020 р. | Українська назва виду | Біноміальна назва виду | Фото |
| ------------- | ------------- | --------------------- | ---------------------- | ---- |
| 1             |               | Веретінниця ламка     | Anquis fragilis        |      |
| 2             | 58            | Черепаха болотна      | Emys orbicularis       |      |
| 3             |               | Ящірка живородна      | Lacerta vivipara       |      |

### Амфібії
| № п/п 2009 р. | № п/п 2020 р. | Українська назва виду | Біноміальна назва виду |
| ------------- | ------------- | --------------------- | ---------------------- |
| 1             |               | Тритон гребенястий    | Triturus cristatus     |
| 2             | 56            | Тритон звичайний      | Triturus vulgaris      |
| 3             |               | Кумка звичайна        | Bombina bombina        |
| 4             |               | Рахкавка звичайна     | Hyla arborea           |
| 5             | 57            | Ропуха зелена         | Bufo viridis           |
| 6             |               | Часничниця звичайна   | Pelobates fuscus       |

### Риби
| № п/п 2009 р. | № п/п 2020 р. | Українська назва виду        | Біноміальна назва виду |
| ------------- | ------------- | ---------------------------- | ---------------------- |
| 1             |               | Бичок-бабка                  | Neogobius fluviatilis  |
|               | 52            | В'язь європейсько-сибірський | Idus idus              |
|               | 53            | Головень європейський        | Squalis cephalus       |
|               | 54            | Підуст звичайний             | Chondrostoma nasus     |
|               | 55            | Пічкур дніпровський          | Romanogobio belingii   |
| 2             |               | Щипавка стрічкова            | Cobitis taenia         |
| 3             |               | Ялець звичайний              | Leuciscus leuciscus    |

### Комахи
| № п/п 2009 р. | № п/п 2020 р. | Українська назва виду          | Біноміальна назва виду        |
| ------------- | ------------- | ------------------------------ | ----------------------------- |
| 1             |               | Андрена гальська               | Andrena gallica               |
| 2             |               | Андрена зубчаста               | Andrena denticulata           |
| 3             |               | Андрена іржава                 | Andrena simillima             |
| 4             |               | Андрена оторочена              | Andrena marginata             |
| 5             |               | Антофора опушена               | Anthophora pubescens          |
| 6             |               | Аркас відразливий              | Maculinea nausithous          |
| 7             |               | Бабка білолоба                 | Leucorrhinia albifrons        |
| 8             |               | Бабка білохвоста               | Orthetrum albistylum          |
| 9             | 1             | Бабка болотна                  | Leucorrhinia pectoralis       |
| 10            |               | Бабка перев'язана              | Sympetrum pedemontanum        |
| 11            | 2             | Бабка руда                     | Libellula fulva               |
| 12            |               | Бабка смугаста                 | Sympetrum striolatum          |
| 13            | 3             | Бабка хвостата                 | Leucorrhinia caudalis         |
| 14            |               | Брентіс Дафна                  | Brenthys daphne               |
|               | 12            | Бронзівка велика               | Protaetia aeruginosa          |
| 15            | 13            | Бронзівка мармурова            | Liocola (Protaetia) marmorata |
|               | 21            | Ведмедиця дворова              | Hyphoraia aulica              |
|               | 22            | Ведмедиця метелькана           | Rhyparioides metelkana        |
|               | 23            | Ведмедиця святкова             | Arctia festiva                |
|               | 14            | Вусач-коренеїд панонський      | Dorcadion scopolii            |
|               | 15            | Вусач-тесля                    | Ergates faber                 |
| 16            |               | Галіктус гладкий               | Halictus laevis               |
| 17            |               | Галіктус зубчасточеревий       | Halictoides dentiventris      |
| 18            |               | Галіктус крихітний             | Halictus minutissimus         |
| 19            |               | Галіктус напівблискучий        | Halictus semilucens           |
| 20            |               | Галіктус перев̓язаний           | Halictus subfasciatus         |
| 21            |               | Галіктус тарсенський           | Halictus tarsatus             |
| 22            |               | Галіктус щетинистий            | Halictus setulosus            |
| 23            |               | Галіктус щокатий               | Halictus buccalis             |
| 24            |               | Горіхотвірка велетенська       | Ibalia rufipes                |
| 25            | 45            | Джміль збентежений             | Bombus confusus               |
| 26            |               | Джміль Йонелла                 | Bombus jonellus               |
|               | 4             | Дідок жовтоногий               | Stylyrus flavipes             |
| 27            |               | Доліхомітус головатий          | Dolichomitus cephalotes       |
| 28            |               | Епеолоїдес сліпуватий          | Epeoloides coecutiens         |
|               | 24            | Дукачик Гелла                  | Lycaena helle                 |
| 29            |               | Дукачик непарний               | Lycaena dispar                |
|               | 25            | Жовтюх мірмідона               | Colias myrmidone              |
|               | 26            | Коконопряд падуболистий        | Phyllodesma ilicifolia        |
| 30            |               | Колет оперезаний               | Colletes succinctus           |
|               | 5             | Коромисло зелене               | Aeshna viridis                |
| 31            | 6             | Коромисло зеленобоке           | Aeshna affinis                |
| 32            | 7             | Коромисло очеретяне            | Aeshna juncea                 |
|               | 16            | Крицяк дубовий                 | Eurythyrea querqus            |
|               | 17            | Ліпарус степовий               | Liparus coronatus             |
| 33            | 8             | Лютка Брауера                  | Sympycna paedisca             |
| 34            |               | Макулінея Аріон                | Maculinea arion               |
| 35            |               | Макулінея Телеїус              | Maculinea teleius             |
| 36            |               | Мегариса простора              | Megarhyssa perlata            |
| 37            |               | Мегахіла навколоопоясана       | Megachile circumcincta        |
|               | 27            | Металовидка мікрогамма         | Syngrapha microgamma          |
|               | 28            | Металовидка родовикова         | Diachrysia zosimi             |
|               | 20            | Міскодера арктична             | Miscodera arctica             |
| 38            |               | Мурашиний лев звичайний        | Myrmeleon formicarius         |
| 39            |               | Мурашка руда лісова            | Formica rufa                  |
| 40            | 9             | Негаленія чудова               | Nehalennia speciosa           |
|               | 29            | Осадець-білозір                | Lopinga achine                |
|               | 30            | Перлівець болотний             | Boloria aquilonaris           |
|               | 31            | Перлівець евномія              | Boloria eunomia               |
|               | 32            | Прочанок болотний              | Coenonympha tullia            |
| 41            | 33            | Прочанок Едип                  | Coenonympha oedippus          |
|               | 34            | Рябець Аврінія                 | Euphydryas aurinia            |
|               | 35            | Рябець Матурна                 | Euphydryas maturna            |
|               | 36            | Рябець Феба                    | Melitaea phoebe               |
|               | 37            | Сатир Альціона                 | Hipparchia alcyone            |
|               | 38            | Синявець Алексіс               | Glaucopsyche alexis           |
|               | 39            | Синявець Алькон                | Phengaris alcon               |
|               | 40            | Синявець Аріон                 | Phengaris arion               |
|               | 41            | Синявець Оріон                 | Scolitantides orion           |
|               | 42            | Синявець похмурий              | Phengaris nausithous          |
|               | 43            | Синявець Телей                 | Phengaris teleius             |
|               | 44            | Синявець торфовищний           | Vacciniina optilete           |
|               | 46            | Сколія степова                 | Scolia hirta                  |
| 42            |               | Совка земляна Янте             | Noctua janthe                 |
| 43            | 10            | Стрілка весняна                | Coenagrion lunulatum          |
| 44            | 11            | Стрілка озброєна               | Coenagrion armatum            |
| 45            |               | Сфекоїдес сітчастий            | Sphecoides reticulatus        |
| 46            | 18            | Турун блискучий                | Carabus nitens                |
|               | 19            | Турун решітчастий              | Carabus claratus              |
| 47            |               | Хілеус Рінка                   | Hylaeus rinki                 |
| 48            |               | Хілеус тонкоголовий            | Hylaeus leptocephalus         |
| 49            |               | Целіоксис золотистооблямований | Coelioxys aurolimbata         |
| 50            |               | Ценеліда сітчаста              | Caenolyda reticulata          |
| 51            |               | Цератіна темносиня             | Ceratina cyanea               |

### Молюски
| № п/п 2009 р. | № п/п 2020 р. | Українська назва виду                              | Біноміальна назва виду |
| ------------- | ------------- | -------------------------------------------------- | ---------------------- |
| 1             | 47            | Вітрея діафана                                     | Vitrea diaphana        |
| 2             | 48            | Дискус округлий (Равлик дисковий плямистий)        | Discus rotundatus      |
| 3             | 49            | Макрогастра складчаста (Равлик замкнений стрункий) | Macrogastra plicatula  |
| 4             | 50            | Рутеніка філограна (Равлик замкнений тендітний)    | Ruthenica filograna    |
| 5             |               | Слимак виноградний                                 | Helix pomatia          |
|               | 51            | Перлівниця товста                                  | Unio crassus           |